# Interdit aux chiens et aux Italiens
Pour plus de détails, voir Fiche technique et Distribution.
Interdit aux chiens et aux Italiens est un film d'animation franco-italo-suisse réalisé par Alain Ughetto et sorti en 2022 au Festival international du film d'animation d'Annecy 2022.

## Synopsis

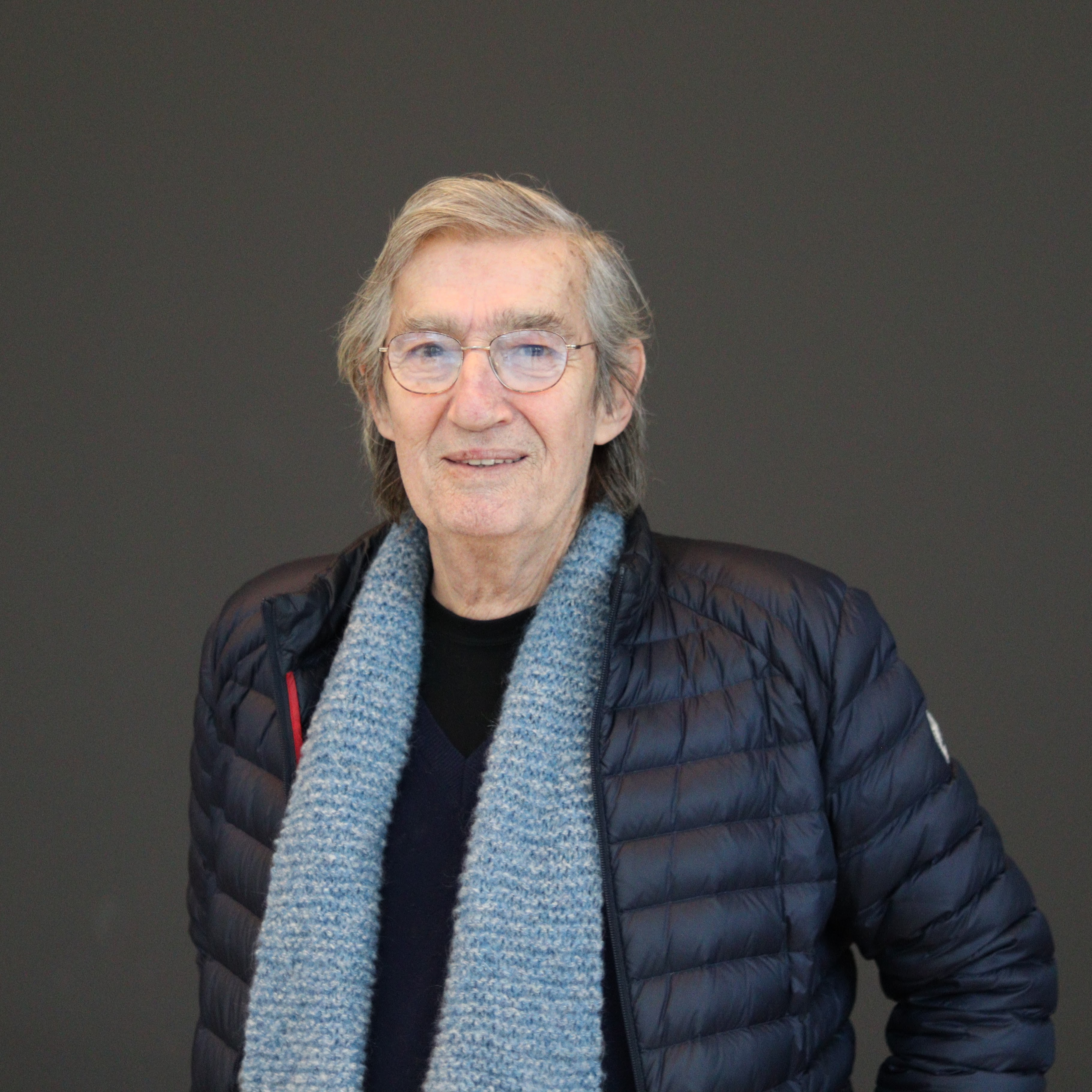
Alain Ughetto

Alain Ughetto reconstitue dans ce film d'animation le parcours de ses grands-parents paternels, agriculteurs piémontais nés à la fin du XIXe siècle.
La misère les pousse d'abord à aller s'installer en Suisse, où le grand-père Luigi participe à la difficile construction du tunnel du Simplon, avant de revenir en Italie. Son épouse et lui y élèvent une famille nombreuse et vivent des moments difficiles : conscription des hommes pour la conquête de la Libye, puis pour la Première Guerre mondiale.
Ils rêvent d'Amérique, mais vont finalement s'installer en France, où les Italiens sont considérés comme une main d’œuvre précieuse. Le régime fasciste qui s'installe en Italie les incite à rester en France. 
Leurs enfants sont finalement naturalisés français. 

## Fiche technique
- Titre original : Interdit aux chiens et aux Italiens
- Réalisation : Alain Ughetto
- Scénario : Alain Ughetto, Alexis Galmot et Anne Paschetta
- Animation : Juliette Laurent et Julien Maret
- Décors : Jean-Marc Ogier
- Montage : Denis Leborgne
- Musique : Nicola Piovani
- Production : Alexandre Cornu, Mathieu Courtois, Luis Correia et Nicolas Burlet
  - Coproduction : Enrica Capra, Manuel Poutte et Ilan Urroz
- Sociétés de production : Les Films du tambour de soie, Vivement lundi !, Foliascope, Lux Fugit, Graffiti Film, Ocidental Filmes et Nadasdy Film SARL, SOFICA Cofinova 16
- Société de distribution : Gebeka Films
- Pays de production :  France,  Suisse et  Italie
- Langues originales : français, italien et allemand
- Format : couleur — 2,35:1
- Genre : animation et documentaire historique
- Durée : 70 minutes
- Dates de sortie :
  - France : 15 juin 2022 (Festival international du film d'animation d'Annecy)[1],[2] ; 25 janvier 2023 (sortie nationale)[3].

## Distribution
- Ariane Ascaride : Cesira
- Stefano Paganini : Luigi
- Diego Giuliani : Antonio et Alcide
- Christophe Gatto : Giuseppe et Severino
- Laurent Pasquier : Vincent
- Laura Devoti : Louisa
- Bruno Fontaine : Nino, Gérard et un ouvrier français
- Thierry Buenafuente : Ré, un brancardier
- Carlo Ferrante : le rebouteux
- Gaia Saitta : une nonne
- Aude Carpintieri : Giusepina et Marie-Cécile
- Pascal Gimenez : un recruteur et un contremaître
- Jacques Chambon : un brancardier, un contremaître et un géomètre
- Moritz Korff et Martin Prill : les soldats allemands
- Waléry Doumenc : un contremaître recruteur
- Chiara Collet : une voisine de courge et une invitée au mariage
- Luigi Butà : un invité au mariage, un homme et un ouvrier
- Luca Bertogliati : le Curé et un fonctionnaire du Parti National Fasciste
- Sara Cesaretti et Magali Nardi : les filles de la Masca
- Tony Di Stasio : un fonctionnaire du Parti National Fasciste
- Camille Gimenez, Johan Cardot Da Costa et Tom Guittet : les enfants
- Alain Ughetto : lui-même (narrateur) et le photographe
- Cécile Rittweger, Mikaël Sladden et Salomé Richard : voix additionnelles

## Production

### Tournage
L'intégralité du tournage en animation en volume, (technique d'animation image par image, encore appelée stop motion) s'est déroulée dans les studios de Foliascope à Beaumont-lès-Valence dans la Drôme, de janvier 2020 à juillet 2021.

## Accueil critique
Le site Allociné attribue au film une note moyenne de 3,9/5, à partir de l'interprétation de 25 critiques de presse. 

## Distinctions

### Récompenses
- Festival international du film d'animation d'Annecy 2022 : Prix du jury pour long métrage et Prix Fondation Gan à la diffusion[1].
- Prix du cinéma européen 2022 : meilleur film d'animation[1],[6].

### Nomination
- César 2024 : Meilleur film d'animation